# Паспорт гражданина Турции
Паспорт гражданина Турции (тур. Türk Pasaportu) — официальный документ, удостоверяющий личность гражданина Турции при выезде за пределы и пребывании за пределами страны, а также при въезде на территорию Турции из заграничной поездки. Текущий образец введён с июня 2010 года. Срок его действия — десять лет. Выдаётся Министерством внутренних дел Турции. Согласно индексу паспортов, по состоянию на 5 января 2021 года граждане Турции имели безвизовый доступ или визу по прибытии в 110 стран и территорий.

## Внешний вид
Паспорт красного цветa, с надписью (тур. Türkiye Cumhuriyeti) «Turkey» и (тур. Pasaport) «Passport» на турецком и английском языках. В центре золотым тиснением нанесена звезда и полумесяц, как на государственном флаге страны. Паспорт изготавливается на турецком и английском языках. Размер паспорта составляет 88×125 мм.

## Галерея
Исторические паспорта Турции
- 2010 (Гражданский паспорт)
- 2010 (Особый «зелёный»  паспорт)
- 2010 (Биометрический паспорт)
- 2012 (Особый «зелёный»  паспорт)